# Bella Swan
Isabella "Bella" Marie Swan Cullen es el personaje principal de la serie Crepúsculo, escrita por Stephenie Meyer. La tetralogía, que consta de las novelas: Crepúsculo, Luna nueva, Eclipse y Amanecer, la cual está principalmente narrada desde el punto de vista de Bella.

## Biografía
Primeros años
Isabella Marie Swan nació el 13 de septiembre de 1987, hija de Renée y Charlie Swan, una joven pareja que vivía en la pequeña localidad de Forks, Washington. Sus padres se divorciaron cuando ella tenía solo tres meses de edad, y Renée se llevó a Bella a su casa en Downey, California, para vivir una difícil relación con su abuela.
Cuando Bella tenía seis años, se mudaron a Phoenix, Arizona. Durante la mayor parte de su infancia, ella visitaba a su padre en Forks durante un mes cada verano, y también pasaba tiempo con Rachel, Rebecca y Jacob Black; los hijos de un amigo de su padre, Billy Black, aunque nunca llegaron a ser amigos de verdad. Bella encontró el clima de Forks desagradable, sin embargo, y desde 2002 en adelante, Charlie viajaba con ella a California en su lugar. También recibió clases de ballet y piano, pero lo dejó después de un tiempo porque ella lo veía demasiado difícil.
Bella nunca encajó con sus compañeros de California o Arizona. Siempre había tenido la sensación de estar un poco fuera de sintonía con todo el mundo - incluyendo a su madre, que era su mejor amiga. Mientras que su madre era poco práctica, distraída y le gustaba cambiar de un tema a otro; Bella creció como una persona más responsable e independiente. A una edad temprana, ella se hizo cargo de la mayor parte de las responsabilidades del hogar. A veces, sentía como si fuera la adulta y Renée su hija.
En su tiempo libre, ella prefería quedarse en casa y leer, en parte porque era extraordinariamente torpe. Su naturaleza responsable siguió en su etapa escolar, en la que Bella era generalmente una estudiante aplicada.
Renée se enamoró y se casó con un jugador de la liga menor de béisbol llamado Phil Dwyer. Se casaron en el mismo mes en que Bella cumplió 17 años. Mientras que Phil viajaba por su trabajo, Renée se quedaba en casa con Bella, pero Bella, dándose cuenta de la infelicidad de su madre con este acuerdo, optó por irse a vivir con su padre en Forks para que su madre pudiera seguir a Phil durante la temporada de béisbol.

## Crepúsculo
Al principio de Crepúsculo, Bella regresa a su ciudad natal de Forks, Washington, para vivir con su padre, Charlie Swan, para que su madre, Renée Dwyer, pueda viajar con su nuevo marido, Phil. Ella se inscribe en el Instituto de Forks en medio de su tercer año. No se da cuenta de la atracción física que causa en los chicos, y hace unos pocos amigos nuevos, incluyendo Jessica Stanley, Angela Weber, Erik Yorkie y Mike Newton, estos dos últimos interesados en ella.
El grupo de personas que realmente le intriga son los Cullen, una misteriosa familia que consta de cinco hijos adoptados. Edward Cullen, en particular, capta su atención, junto con sus hermanos, a saber: Alice; una chica bajita que tiene la habilidad de ver el futuro; Jasper, su marido, que sufre al tener que abstenerse de beber sangre humana, y tiene el poder de influir en las emociones; Emmett, un musculoso vampiro; y Rosalie, su esposa, que es una bella mujer ensimismada. Debido a la extraña habilidad de Bella para atraer a los accidentes, Edward se encuentra a menudo protegiéndola de diversas calamidades inverosímiles, volviéndose muy protector con ella - hasta el punto que incluso él admite que a veces va demasiado lejos.
Cuando un coche casi le atropella, Edward la aparta y le protege de la colisión. Bella se da cuenta de que habría sido físicamente imposible que un ser humano ordinario cruzara la distancia hasta ella, y mucho menos empujar una camioneta con sus manos. Increpándole en el hospital, rechaza sus acusaciones en un intento fallido de cambiar de tema, quedando más sospechoso que nunca.
Más tarde, Edward salva a Bella de un grupo de hombres en Port Angeles. Como no hay manera posible de que pudiera haber sabido dónde estaba, ella se convence de que él sí tiene poderes sobrenaturales, y, como la lleva a casa, ella le habla de sus teorías sobre su verdadera naturaleza en un intento de llegar a divulgar más información sobre sí mismo. Él se limita a señalar sus afirmaciones como divertidas y, aunque no todas, sí reconoce sus habilidades para leer la mente y su inmunidad al poder.
A medida que la historia avanza, un amigo de la familia, Jacob Black, informa a Bella que los Cullen son supuestamente vampiros, de acuerdo a la leyenda de su tribu. Sin embargo, se diferencian de otros vampiros en que son "vegetarianos", es decir, beben la sangre de los animales y no de seres humanos. Edward y Bella se conocen mejor uno al otro, revela él que tiene grandes dificultades para estar cerca de ella debido al olor extraordinariamente apetitoso de su sangre; teniendo que controlar constantemente su sed para que sus instintos vampíricos no se rebelen y lo lleven a morderla.
A pesar de su deseo por su sangre, Edward y Bella se enamoran apasionadamente. Edward le presenta a su familia, y poco después le invita a ver su partido de béisbol. Durante el partido, el peligro se manifiesta en forma de un clan de vampiros nómadas, que consiste en Laurent, Victoria y James. El compañero de Victoria, James, es un vampiro rastreador sádico que ha puesto sus miras en matar a Bella por diversión, sintiéndose fascinado por el instinto protector de Edward por una humana. Bella se ve obligada a dejar Forks con ayuda de los Cullen, huyendo a Phoenix junto con Alice y Jasper, mientras que Edward junto con sus otros hermanos dan caza a James, para así evitar que dañe a Bella. El rastraedor descubriendo el plan de los Cullen, engaña a Bella haciéndola ir a un estudio de ballet viejo para salvar a su madre, donde le muerde la muñeca y casi la transforma en un vampiro. Pero la familia Cullen se apresura en ayudar a Bella; Edward se las arregla para drenar el veneno de su sistema antes de que fuera demasiado tarde. Destruyen a James, aunque los otros vampiros del clan: Victoria y Laurent, corren logrando sobrevivir. Bella pasa tiempo en un hospital con Edward constantemente a su lado, donde admite que su hermana Alice tuvo una visión de Bella convirtiéndose en un vampiro. Sin embargo, él está decidido a mantener su integridad humana, a pesar de su voluntad de ser un vampiro.
Meses después de la muerte de James, Edward lleva a Bella a su fiesta de graduación de la escuela, a pesar de su pierna rota y airadas protestas. Hay un alto nivel de tensión mientras se vuelve a la acción, causados las diferencias de opinión de Edward y Bella acerca de convertirse en vampiro. Bella está decidida a estar con Edward para siempre, pero tiene 17 años. Edward quiere que ella tenga una vida humana normal, en otras palabras diciendo que él la ama en cualquier condición, mortal o no. Al final, dejan sus argumentos de lado para disfrutar de la noche, pero Bella sabe que la conversación no ha terminado.

## Luna Nueva
Los acontecimientos de Luna Nueva comienzan en el decimoctavo cumpleaños de Bella. Ella está especialmente molesta, dado que es el día en que físicamente será mayor que Edward, que siempre tendrá 17. No ayuda el hecho de que ella también tiene una pesadilla, donde ve a su abuela Marie, resultando ser ella misma. Edward llega a su lado en el sueño y es tan joven e impecable como siempre.
Edward le persuade de ir a su casa en la noche de su cumpleaños para una fiesta organizada por su hermana, Alice. Bella recibe un corte de papel al abrir uno de sus regalos, cayendo una sola gota de sangre y causando que el hermano de Edward, Jasper, trate de atacarla. Edward, en el proceso de defender a Bella de Jasper, la empuja contra una mesa de cristal, resultando en un corte profundo desde el codo hasta el hombro.
Aunque las lesiones de Bella no son potencialmente mortales, Edward decide que estaría más segura sin él, su familia y su estilo de vida peligroso, por lo que la engaña haciéndola creer que no la ama, haciéndola prometer que no hará ninguna locura. Al dejar Forks con su familia, ella trata de encontrarlo en el bosque. Esa noche, Sam Uley le sigue la pista y se la lleva a casa. Sin embargo, cuando regresa a su habitación, se da cuenta de que ella no tiene nada que le recuerde a Edward y se hunde en una profunda depresión. Una semana después de la partida de Edward, sus padres deciden que sería mejor que se mudara a Jacksonville a vivir con su madre. Pero cuando hace las maletas se enfada, expresando su rabia y dolor por primera vez desde que se fueron. Después de eso, trata de actuar lo más normal posible para seguir con el plan de salir de Forks, pero su depresión no cede, lo que preocupa a sus padres.
Cuatro meses más tarde, Charlie, su padre, amenaza con enviarla de vuelta a vivir con su madre en Jacksonville porque está preocupado por su comportamiento. Para apaciguar a su padre, trata de seguir teniendo un comportamiento adolescente normal. Bella invita a su amiga Jessica para ir a Port Angeles con ella a cenar y al cine. Una vez allí, recuerda la vez que Edward la salvó, ella se acerca a cuatro hombres de pie frente a un bar, haciendo que la voz de Edward advierta en su cabeza que se de la vuelta. Bella se da cuenta de que cada vez que se pone en una situación peligrosa, puede escuchar la voz de Edward con perfecta claridad. Con este descubrimiento en mente, Bella, compra un par de motos para poderlas arreglar junto a su amigo Jacob y le convence aparte para enseñarle a montar en una. Jacob y Bella se convierten en amigos, pero de repente Jacob se niega a responder a ninguna de sus llamadas y le pide que no vaya a su casa nunca más. No es sino hasta dos semanas después cuando Bella se entera de lo que le ha sucedido a su amigo: él se ha convertido en un hombre lobo y evita a Bella por su propia seguridad. También se entera de que Victoria ha vuelto a matarla, en venganza por matar a su compañero James. Bella y Jacob se reconcilian, y ella ayuda a su manada de hombres lobo a cazar a Victoria.
Para escuchar la voz de Edward de nuevo, Bella salta de un acantilado, logrando casi ahogarse. Mientras tanto Alice, que tiene el poder de ver el futuro, ve a Bella saltar, creyendo que se ha suicidado, posteriormente regresa a Forks para averiguar lo sucedido evitando así que Edward se entere y reaccione impulsivamente. Por otra parte Edward, aislado de su familia por su propia voluntad, se entera por Rosalie; su otra hermana adoptada, que Bella ha muerto. Alice encuentra a Bella y le dice que Edward va a Volterra para hacer que los Volturi le maten al creer que ella está muerta. Bella y Alice rápidamente persiguen a Edward en Italia, y le detienen antes de ser asesinado, aunque Jacob protesta ante esta decisión.
Posteriormente son llevados a hablar con los Volturi, donde el líder, Aro, prueba su inmunidad a los poderes psíquicos, tratando de leerle la mente y luego le dice a Jane que pruebe sus poderes, demostrando que tampoco le afecta. Se le ofrece un lugar dentro de los Volturi, junto con Edward y Alice, pero ninguno de ellos acepta la oferta. Cuando los líderes Volturi encuentran en Bella un problema debido a su conocimiento sobre los vampiros, los Cullen hacen una promesa de convertirla en un vampiro para que pueda ser dejada en libertad.
De vuelta en Forks, Edward explica porque tuvo que irse y le suplica perdón. Él confiesa sus verdaderos sentimientos y promete no dejarla de nuevo nunca. Ella le perdona, y continúa su relación como si Edward nunca se hubiera ido. Cuando Edward se niega una vez más a transformarla en vampiro, ella decide dejar que su familia decida si debe ser transformada o no. Todos excepto Edward y Rosalie votan a favor del cambio. Aunque inicialmente indignado por la decisión de su familia, Edward más tarde está de acuerdo con su cambio solo si ella acepta casarse con él primero. Más tarde, Jacob se encuentra con Edward y Bella para recordarle el tratado hecho entre los Cullen y los hombres lobo, que establece que ningún Cullen puede morder a un humano. Bella se lo deja en una posición difícil: si ella no se convierte en un vampiro, los Volturi llegarán a matarla. Sin embargo, si los Cullen hacen de ella un vampiro, romperán el pacto con los de la reservacion.

## Eclipse
Eclipse sirve como un paso a la madurez de Bella al llegar sus días como humana a su fin. Se ve obligada a aplicar cabalmente los resultados y las consecuencias de su decisión, así como sus opciones y deseos antes de convertirse en inmortal.
La historia comienza con Bella leyendo una carta de Jacob diciendo que no pueden seguir siendo amigos. Ella se enoja por esto, pero su estado de ánimo mejora mucho cuando Edward viene a visitarla. Edward continuamente intenta convencerla para rellenar formularios de solicitud en Dartmouth después de ser aceptado en la Universidad de Alaska, pero Bella piensa que la universidad es inútil, ya que se convertirá en un vampiro pronto de todos modos. Edward ve entonces un artículo en el periódico sobre una serie de misteriosos asesinatos en Seattle y le explica a Bella que estos asesinatos son causados probablemente por un vampiro recién convertido "neofito", que es incapaz de controlar su sed. Bella trata de hacer las cosas bien con Jacob, a lo que Edward se opone firmemente, ya que los hombres lobo son inestables y podrían hacerle daño. Más tarde ese día en la escuela, Bella presencia a Alice teniendo una visión, Edward niega lo que vio y la hace creer que no es nada importante, habla con Bella para que abandone la ciudad y visite a su madre el fin de semana, diciendo que podría ser su última oportunidad de verla antes de que se gradúe. Cuando regresa, Jacob se enfrenta a Edward y Bella se entera de que Victoria está de vuelta.
En última instancia, Edward tiene que ir a cazar y deja a Bella sola. Por miedo a que se ponga en peligro, soborna a Alice con un Porsche 911 Turbo amarillo para que pueda vigilarla mientras él se va y pueda mantenerla lejos de Jacob. Bella se enfurece ante la presunción de Edward y se las arregla para escapar a ver a Jacob. Durante su estancia en la casa de los Cullen, Rosalie trata de convencerla de quedarse humana por contar con su trasfondo humano. Edward regresa pronto para el fin de semana. No le molesta que Bella se escapara, y se da cuenta de que ha sido demasiado sobreprotector. Bella se lo agradece y él a veces la lleva con los de La Push para sus "citas" con Jacob. Durante una de las visitas, Jacob confiesa que está enamorado de Bella y le "roba un beso" Bella se enfurece y le golpea en la cara, logrando solo romperse la mano. Edward después amenaza con romperle la mandíbula a Jacob si alguna vez la besa sin su permiso de nuevo.
Más tarde se entera de que los asesinatos en Seattle no son causados solo por los neofitos, sino por todo un ejército de ellos. Jasper habla de su pasado y la experiencia con recién nacidos. Sospechan que el ejército se dirige hacia ellos, pero deciden improvisar.
Mientras tanto, Bella todavía permanece con la idea en mente de convertirse en vampiro y unirse a la familia de Edward. Pero, después de algo de consideración, decide que hay una cosa que le gustaría hacer mientras todavía es humana: quiere hacer el amor con Edward, él se niega inmediatamente a esta demanda, explicando que aunque él le quiere a ella tanto como ella a él, él fácilmente podría matarla si perdiera el control. Bella insiste en que él nunca permitiría que eso suceda. Con el tiempo, Edward se compromete a intentarlo, pero ella debe casarse con él primero. Bella acepta a regañadientes.
Momentos antes de la graduación de Bella, ella sospecha de que el ejército de vampiros recién nacidos se encuentran bajo el control de Victoria, por lo que irán tras ella. Al no tener otros aliados desde que el clan de Denali se negara a involucrarse en la lucha ya que quieren matar a los lobos que mataron a Laurent, un amigo de ellos, los Cullen y la manada de lobos de La Push unen sus fuerzas para luchar contra Victoria y su ejército con el fin de proteger a Bella y a Forks
Antes de la batalla, Jacob oye a Bella y Edward discutiendo sobre su compromiso, llegando a ser muy molesto. Él le dice a Bella que va a ir a la batalla con la intención de morir, debido a que ella no le querrá cuando vuelva. Bella le pide que la bese, por lo que da a entender que sí lo quiere. No obstante, al besarla se da cuenta de que ama a Jacob después de todo. Ella se siente muy mal después de hacerlo, pero Edward no está enojado. A pesar de darse cuenta de sus sentimientos por Jacob, Bella sabe que esos sentimientos no se podía comparar con el intenso amor que siente por Edward.
Poco después de esto, Victoria y Riley, otro vampiro, encuentran su escondite. Con Edward en inferioridad numérica, en un principio parece que Victoria tendrá éxito en matar a Bella. Pero Seth, uno de los lobos de la manada que ha permanecido con ellos para comunicarles como va la batalla, se une a la lucha. Seth mata a Riley, y Edward decapita a Victoria minutos más tarde. Después de una breve disputa con varios soldados Volturi, Bella va a visitar a Jacob, quien fue herido en la batalla. Ella le dice que, si bien ella lo ama, ha elegido seguir con Edward. Jacob acepta a regañadientes dejar de tratar de interponerse entre Edward y ella, y le asegura que él estará allí si alguna vez lo necesita. Más tarde esa noche, Bella llora por tener que rechazar a Jacob, mientras Edward la consuela durante toda noche. Ella jura que nunca dejará a Edward verla derramar una lágrima por Jacob de nuevo.
Bella se da cuenta de que tiene que asumir responsabilidades por las decisiones que ella ha tomado, como decir adiós apropiadamente a sus amigos y familiares y unirse a Edward en todos los sentidos humanos. Más tarde le permite a Alice planear la boda, con pocas limitaciones y haciéndola dama de honor. Bella y Edward luego van al prado, comprometiéndose en informar a Charlie sobre su compromiso.
La segunda vida de Bree Tanner
En La segunda vida de Bree Tanner, Riley roba la camisa roja de Bella y se la lleva a los recién nacidos mientras les habla sobre los Cullen, diciendo que ellos están ahí para hacerles recuperar la ciudad de Seattle y Bella es su "mascota". La camisa le transmite el olor de Bella a los recién nacidos, que Bree describe como "el más dulce aroma que jamás había olido".
Bella aparece al final de la novela, cuando Edward la lleva al campo de batalla después de que esta termine. Al principio, Bree creía que ella era un vampiro hasta que su rostro fue revelado. A pesar de que fue tentado por la sangre de Bella, Carlisle logra convencerla de que desista. Bella observa el recién nacido ansiando frenéticamente sangre, comenzando a darse cuenta de cuáles son los problemas que puede tener que enfrentar después de que ella se convierta en un vampiro, al instante, después de la disputa con los Volturis, Bree muere.

## Amanecer
En el primer capítulo de Amanecer, se revela que Bella y Edward han dicho a los padres de ambos sus intenciones de casarse, teniendo las bendiciones de los mismos. Alice está ocupada haciendo los preparativos para la boda, para la que queda un día. Mientras tanto, Edward le ha comprado un Mercedes Guardián, el cual es el auto de "Antes", visto como un signo de la compasión y el cuidado o como sobreprotección y la preocupación por su seguridad. Este coche es para uso temporal, hasta que se convierta en un vampiro, reemplazándolo luego por un Ferrari rojo, el auto del "después". Mientras tanto, Bella se siente culpable por Jacob, en la creencia de que su rechazo lo obligó a huir.
La boda va bien, y Bella se encuentra con el clan de Denali por primera vez. Jacob llega a la fiesta a pesar de su rechazo, y Bella está muy aliviada al ver que ha decidido ir después de todo. Sin embargo, él discute con ella sobre su deseo de hacer el amor con Edward mientras ella siga siendo humana. Por suerte, sólo los hombres lobo y los Cullen les oyen. Y la manada de Jacob se lo lleva para impedir que él se convierta y le haga daño a Bella.
Edward y Bella salen de luna de miel a Isla Esme, donde consuman su matrimonio. Bella más tarde se da cuenta de que ella está teniendo síntomas inusuales y cambios de apetito, pero no hace caso. Después de ver una caja de tampones, se da cuenta de que está embarazada de un mitad humano mitad vampiro. Edward inmediatamente la lleva de vuelta a Forks, donde él y Carlisle puedan provocarle una aborto, aunque ella antes habla con Rosalie para que la ayude a proteger a su hijo.
Su bebé se desarrolla a un ritmo muy rápido, y ella se pone muy enferma. Se vuelve incapaz de aceptar los alimentos, y se está muriendo lentamente. Edward le pide a Jacob que trate de convencerla para abortar, pero Bella se niega, porque quiere al niño. A través de bromas de Jacob, Edward sugiere entonces que Bella beba sangre humana donada, y rápidamente se vuelve más fuerte, aunque por desgracia también hace tan fuerte al bebé que le rompe algunas costillas por accidente. Poco después, Edward se da cuenta de que puede escuchar los pensamientos del bebé, ahora que se ha desarrollado lo suficiente su cerebro, y comienza a aceptar al bebe cuando escucha que "adora a Bella". Jacob señala que Edward nunca podría odiar a alguien que amaba a Bella, y es por eso que él ya acepta al bebé. Además, después de ir en contra de las órdenes de Sam para matar a Bella y su hijo, Jacob forma su propia manada con Leah y Seth Clearwater para protegerla a ella y a los Cullen.
Tras más problemas, el endurecimiento implica un desprendimiento de la placenta; viéndose Edward, Rosalie y Jacob obligados a realizar una cirugía de emergencia desde que Carlisle está cazando con Esme. El cuerpo de Bella está casi destruido en el proceso - con varias costillas rotas, pierde grandes cantidades de sangre y la médula espinal se rompe. Al ver que el bebé es una niña, Bella decide nombrar al bebé "Renesmee" justo antes de que su corazón deje de latir. Edward le inyecta a su corazón algo de su propio veneno y le muerde el cuerpo en varios lugares, convirtiéndola en vampiro. Jacob va a matar a Renesmee ya que él cree que ella mató a Bella mientras ella daba a luz, pero le deja su impronta en su lugar.
Bella experimenta la agonía completa de la transformación - la sensación de ser quemada viva, mientras piensa en lo que le duele que Jacob no pueda acercarse a ella. Pero ella decide quedarse completamente quieta durante todo el proceso para evitar herir los sentimientos de Edward. Su transformación se completa al cabo de tres días, siendo ya una vampiro. Dice que ella puede notar cómo todo es diferente ahora que ella es una recién nacida: sus sentidos se mejoran a grandes longitudes. Tiene visión nueva, por la que sus nuevos ojos por primera vez ven luces en los lugares, afirmando ver un "octavo" color que emana de ella, una luz UV. Poco después de su creación, Edward la lleva a su primera cacería. Ella salta por la ventana con mucha gracia quitándose sus zapatos y corriendo descalza por el bosque. Demuestra tener un control de sí misma increíble cuando huye del olor de la sangre humana, algo que Edward le enseñó.
Aunque todo el mundo está preocupado por la sed, ella se las arregla para mantener un control completo y abrazar a su hija. Bella descubre más adelante que Jacob está imprimado de Renesmee, lo que la hace enojarse mucho, ya que es solo una bebe; consigue calmárse, no sin antes tratar de matar a Jacob después de enterarse de que también él había apodado a su hija "Nessie", por el monstruo del Lago Ness. Más tarde, Jacob, consciente de que los Cullen están planeando mudarse lejos, muta a su forma de lobo delante de Charlie, este se sorprende al descubrir que Bella conoce todo desde hace años, y al ir a verla a la casa de los Cullen bella le responde a sus preguntas diciéndole que le contestará solo lo que sea absolutamente necesario que el sepa. Esto permite mantener a Bella con su padre en su nueva vida sin ponerlo en peligro de que los Volturi lo asesinen por saber su secreto. Bella se adapta a su nueva vida extremadamente bien, yendo tan lejos como para pensar que estaba destinada a ser una vampiresa o una vampira.
Meses más tarde, Bella está paseando con Jacob y Renesmee en el bosque cuando Irina, ve a su hija y la confunde con un niño inmortal, cuya creación es un crimen atroz en el mundo de los vampiros. Cuando Alice se entera de que los Volturi y su guardia entera viene a destruir a los Cullen, ella huye con Jasper en una misión secreta, dejando pistas ocultas a Bella para encontrar a Jason Jenks y hacer pasaportes e identificaciones para Renesmee y Jacob si no logran detener a los Volturi. Los Cullen buscan otros vampiros para ser testigos, para convencer a los Volturis que Renesmee no es una niña inmortal sino que es mitad humana, mitad vampiro, que crece día a día. Cuando los Volturi llegan, los Cullen y sus aliados logran convencerlos de que realmente Renesmee es mitad humano, pero Aro, ignorando las reivindicaciones de los Cullen y algunos de sus amigos, intenta justificar todo lo posible para matar a los Cullen. Antes de declarar una guerra, Alice y Jasper llegan con los vampiros Mapuches, una joven mujer nativa y su sobrino el mitad vampiro, Nahuel, para demostrar que el futuro de Renesmee es seguro para el mundo de los vampiros. Los Volturi no tienen más argumentos para declarar una guerra con los Cullen y se retiran a Volterra, aunque Irina paga por su error con su vida.

## Adaptación cinematográfica
En la primera adaptación del libro al medio del cine con la película de 2008 Crepúsculo, se eligió a la estadounidense Kristen Stewart para interpretar a Bella Swan. Para encarnar al personaje, usó lentillas marrones y extensiones de cabello debido a lo complicado que le resultó peinarse durante la filmación. En Eclipse usó una peluca, puesto que la actriz había cortado su cabello para otra película en la que trabajó, The Runaways. En Amanecer tuvo que adelgazar ocho kilos para representar cómo el embarazo deterioraba la salud del personaje.[cita requerida]